# Bain Capital
Pour les articles homonymes, voir Bain.
 (septembre 2020).
Si vous disposez d'ouvrages ou d'articles de référence ou si vous connaissez des sites web de qualité traitant du thème abordé ici, merci de compléter l'article en donnant les références utiles à sa vérifiabilité et en les liant à la section « Notes et références ».
Bain Capital LLC (sim. à SARL) est une firme bostonnienne de gestion d'actifs et de services financiers. La société est spécialisée en capital-investissement, capital-risque, crédit et gestion alternative (Hedge fund). En juin 2014, la firme gérait une somme d'approximativement 75 milliards $ d'investissements en capital, à travers ses différentes plates-formes.
La firme fut fondée en 1984 par des associés du cabinet de conseil Bain & Company. Depuis sa création, la firme a investi et acquis des centaines d'entreprises telles que AMC Entertainment, Aspen Education Group, Bombardier Produits récréatifs, Brookstone, Bureau en Gros, Burger King, Burlington Coat Factory, Clear Channel Communications, Domino's Pizza, Inetum, DoubleClick, Dunkin' Donuts, D&M Holdings, Guitar Center, Hospital Corporation of America (HCA), Jack Wolfskin, Sealy, The Sports Authority, Toys "R" Us, Warner Music Group, The Weather Channel,  Groupe Brake, Atento, Maisons du Monde, Diversey, MSX International en 2017.
Fin 2011, Bain Capital comptait environ 400 employés, la plupart jouissant d'une expérience précédente en consultance, opérations et finance. La société siège dans la John Hancock Tower à Boston, avec des succursales à New York, Chicago, Palo Alto, Londres, Luxembourg, Munich, Hong Kong, Shanghai, Bombai et Tokyo.
Bain Capital, et plus particulièrement ses 15 premières années d'activités, est devenue un sujet d'attention de la part des médias et du monde politique en raison de la carrière politique postérieure du cofondateur Mitt Romney, tout spécialement lors de sa campagne pour l'élection présidentielle américaine de 2012.

## Historique

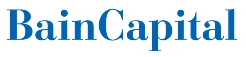
Ancien logo.

### Fondation en 1984 et débuts
Bain Capital a été fondé en 1984 par les associés du cabinet de conseil Bain & Company,  Mitt Romney, T. Coleman Andrews III et Eric Kriss (en), après que Bill Bain (en) eut offert à Romney l'opportunité de prendre la tête d'une toute nouvelle entreprise qui investirait dans d'autres compagnies et appliquerait les techniques de consultance de Bain pour améliorer ses opérations. En plus des trois associés-fondateurs, l'équipe initiale était constituée de Fraser Bullock, Robert F. White, Joshua Bekenstein, Adam Kirsch et Geoffrey S. Rehnert. Romney portait alors le titre de président et de directeur général associé (ou directeur associé). Par la suite, il a pris l'appellation de directeur général (ou CEO). Il était également l'unique actionnaire de la société. Au commencement, la firme comptait moins de dix employés. Quand de nouvelles recrues étaient engagées, elles étaient généralement âgées de moins de trente ans et majors de promotion de Stanford ou Harvard, où Romney avait étudié. 
Face au scepticisme des investisseurs potentiels, Romney et ses partenaires ont passé un an à lever les 37 millions $ nécessaires au démarrage de l'activité. Les associés ont injecté 12 millions $ de leur propre poche, le reste venant de particuliers fortunés. Parmi les premiers investisseurs figuraient le magnat de l'immobilier Mortimer Zuckerman, ou encore Robert Kraft, propriétaire de l'équipe de foot US des New England Patriots. Il y avait aussi des membres des grandes familles salvadoriennes ayant fui la guerre civile. Avec d'autres Latino-américains fortunés, ils ont investi 9 millions $, principalement dans des compagnies offshores enregistrées au Panama.

### Achats et reventes de Bain Capital
Bain Capital est soupçonné d'avoir sciemment mis en faillite l'usine Samsonite d'Hénin-Beaumont, notamment[source insuffisante].
- Absolute Return Capital (ARC)
- Bain Capital Private Equity
- Bain Capital (Europe) Limited
- Bain Capital Ventures
- Brookside Capital
- Sankaty Advisors

En avril 2017, Bain capital rachète Consolis, premier fabricant européen de produits en béton préfabriqués de la société LBO France.
En décembre 2017, Bain Capital prend 87 % du capital d'Asatsu-DK, troisième plus grande agence de publicité japonaise.